# Raffaele Belluzzi
Raffaele Belluzzi (Bologna, 1839 – Bologna, 1903) è stato un patriota, politico, garibaldino e insegnante italiano.

## Biografia
Nacque nel 1839 da una famiglia modesta, il padre sellaio e la madre casalinga. A vent'anni intraprese la carriera militare ma, all'ordine di combattere contro Garibaldi, rinunciò a un futuro da ufficiale e rimase agli arresti per più di cinquanta giorni. Terminato il servizio militare e tornato alla vita civile, cominciò ad occuparsi di politica (soprattutto di politiche sociali) e di educazione dei fanciulli.
Insegnò alla scuola tecnica di Budrio fino alla sua chiusura e fu tra i soci fondatori della Società liberale budriese, in cui organizzò eventi ricreativi e momenti di discussione.
Partì volontario con Garibaldi per la terza guerra di indipendenza, insieme ad altri bolognesi illustri come Quirico Filopanti.
Nel 1867, ancora come volontario e ancora con Garibaldi, partecipò alla Campagna dell'Agro Romano dove, durante la battaglia di Mentana, venne fatto prigioniero dai franco-papali.
Dal 1870 si dedicò all'insegnamento e all'educazione: fu presidente della Società Operaia di Bologna, in cui si tenevano corsi per i soci e per i loro figli e costituì, insieme a Filopanti e Carducci, la Lega per l'Istruzione del popolo. Fondò un asilo di tipo froebeliano, alla quale vennero ammessi bambini dai due ai sei anni senza distinzione di sesso e di estrazione sociale. L'asilo era gratuito per i poveri e a pagamento per i più abbienti.
Dal punto di vista letterario curò l'edizione del Canzoniere politico popolare e tradusse in dialetto bolognese la lirica di Arnaldo Fusinato Suor Estella, divenuta Sor Stellina, scrisse testi teatrali a sfondo pedagogico.
Dedicò l'ultima parte della sua vita alla costruzione della memoria del Risorgimento, raccolse materiale, scrisse opuscoli, curò mostre e, dal 12 giugno 1893, divenne Direttore del Museo civico del Risorgimento, appena inaugurato.
Morì nel 1903. Le sue ceneri sono conservate nella Galleria del Cinerario, parete nord mensola 1999, della Certosa di Bologna.